# Fernando Morais
Pour les articles homonymes, voir Morais.
Fernando Morais, né le 22 juillet 1946 à Mariana, est un journaliste, homme politique et écrivain brésilien.

## Biographie
Fernando Morais a commencé le journalisme à 15 ans. En 1961, il a travaillé comme garçon de bureau dans la petite revue d’une banque à Belo Horizonte, où il a dû remplacer l’unique journaliste de la rédaction.
À 18 ans, il a déménagé à São Paulo et a travaillé pour Veja, Jornal da Tarde, Folha de São Paulo, TV Cultura e portal IG. Il a reçu trois fois le prix Esso et quatre fois le prix avril.
Il a été député d’État pendant huit ans et Secrétaire de la Culture (1988-1991) et de l’Éducation (1991-1993) de l’État de São Paulo.

## Œuvres
Son premier livre A Ilha, publié en 1976, traite d’un voyage à Cuba. Ce reportage est l’un des plus grands succès éditoriaux des années 1970. Réédité au Brésil en 2001, l’ouvrage a été complété d’un carnet de photos et d’une préface dans laquelle Morais donne ses impressions sur l’île 25 ans après son premier voyage.
Publié en 1985, réédité en 1994, Olga raconte la vie hors-du-commun et tragique d’Olga Benario, jeune Allemande de confession juive chargée par le gouvernement soviétique de renverser la dictature de Getúlio Vargas au Brésil auprès du leader communiste Luís Carlos Prestes, qui deviendra son époux. La mission est toutefois un échec et Olga, enceinte, est déportée en Allemagne et décédée au camp de concentration de Bernbourg. Olga a été adapté au cinéma en 2004 par Jayme Monjardim.
- Chatô, o Rei do Brasil, publié en 1994, est une biographie de Assis Chateaubriand, magnat de la presse brésilienne.
- Corações sujos (2000) retrace une page sanglante de l’histoire de l’immigration japonaise au Brésil, l’histoire de Shindo Renmei et de sa vengeance contre ceux qui ont « cru » à la défaite japonaise pendant la Seconde Guerre mondiale.
- Cem Quilos de Ouro (2003) est un recueil de reportages faits entre 1970 et 1990.
- Na Toca dos Leões (2005) est un roman sur la vie de Washington Olivetto, Javier Llussá Ciuret e Gabriel Zellmeister, les fondateurs de W/Brasil, une des agences de propagande les plus primées du monde.
- Montenegro, as aventuras do Marechal que fez uma revolução nos céus do Brasil (2006) est la biographie de Casimiro Monténégro Filho, pionnier de l’aviation brésilienne.
- O Mago (2008)  est la biographie de l’écrivain Paulo Coelho.
- Os Últimos Soldados da Guerra Fria (2011) est un roman sur les agents secrets de Cuba aux États-Unis[2].

## Liste d’œuvres
Traductions françaises
- Olga, Juive, Allemande, Révolutionnaire, Paris, Chandeigne, 2015
- Lula. De la lutte syndicale au combat politique. Biographie, t. 1, Paris, Ithaque, 2024.

Livres en portugais
- Lula. Biografia t. 1
- Os Últimos Soldados da guerra fria
- O Mago
- Montenegro, as aventuras do marechal que fez uma revoluçao nos céus do Brasil
- Na toca dos leoes
- Cem quilos de ouro
- Corações sujos
- Chatô - O Rei do Brasil
- Olga
- A Ilha